# Franz Xaver Zimmermann
Franz Xaver Zimmermann (Hopfgarten, 4 giugno 1876 – Klagenfurt, 20 marzo 1959) è stato uno scrittore e storico austriaco.
Nativo del Tirolo, da madre morava e padre slesiano, compì in loco i primi studi, e a Praga studiò germanistica all'università. Lavorò alcuni anni come docente ginnasiale in Tirolo, finché non si fece su richiesta trasferire a Gorizia nel 1908. Fu lì docente fino allo scoppio della guerra, e si dedicò alla ricerca storica, producendo due ampi saggi, uno sul poeta Otto von Leitgeb e uno sui Savio. Nel 1917, quando le truppe austrotedesche ripresero Gorizia, egli vi si recò; in poco tempo compose un saggio sui suoi ricordi di Gorizia. Nel 1919 pubblicò il primo dei suoi Görzer Studien; sarebbe dovuta uscirne una serie, invece quello fu l'unico, recentemente tradotto in italiano, in esso si sottolinea l'importanza della cultura tedesca per Gorizia, in opposizione allo sfrenato nazionalismo italiano che vedeva nei Tedeschi solo un popolo da cui "redimere" Gorizia. Collaborò successivamente alla rivista "Kärntnerland", della quale uscirono 22 numeri. Nel 1923 optò per il pensionamento volontario; si dedicò alla sua attività storico letteraria fino alla morte nel 1959. Recentemente i suoi scritti riguardanti Gorizia sono stati tradotti in italiano e pubblicati in una monografia.

## Opere
- Römische Briefe der Fürstin Karoline San-Wittenstein an Karl Graf Coronini-Cronberg, Wien und Leipzig 1916
- Görz - Geschichte u. Geschichten aus d. Stadt, d. Grafschaft u. ihrem friaulischen Vorland (= Görzer Studien, Bd. 1), Klagenfurt 1918
- Die Kirchen Roms, München: Piper 1935
- Römische Gegenwart - Elegien, Visionen, Veduten, Wien: Walter 1944
- Der Grabstein der ostgotischen Königstochter Amalafrida Theodenanda in Genazzano bei Rom, in: Beiträge zur älteren europäischen Kulturgeschichte (= Festschrift für Rudolf Egger), Klagenfurt: Verlag des Geschichtsvereins für Kärnten, 1953, S. 330-354
- Gorizia di ieri, 2008, ISBN 978-88-6102-047-4